# Okobo

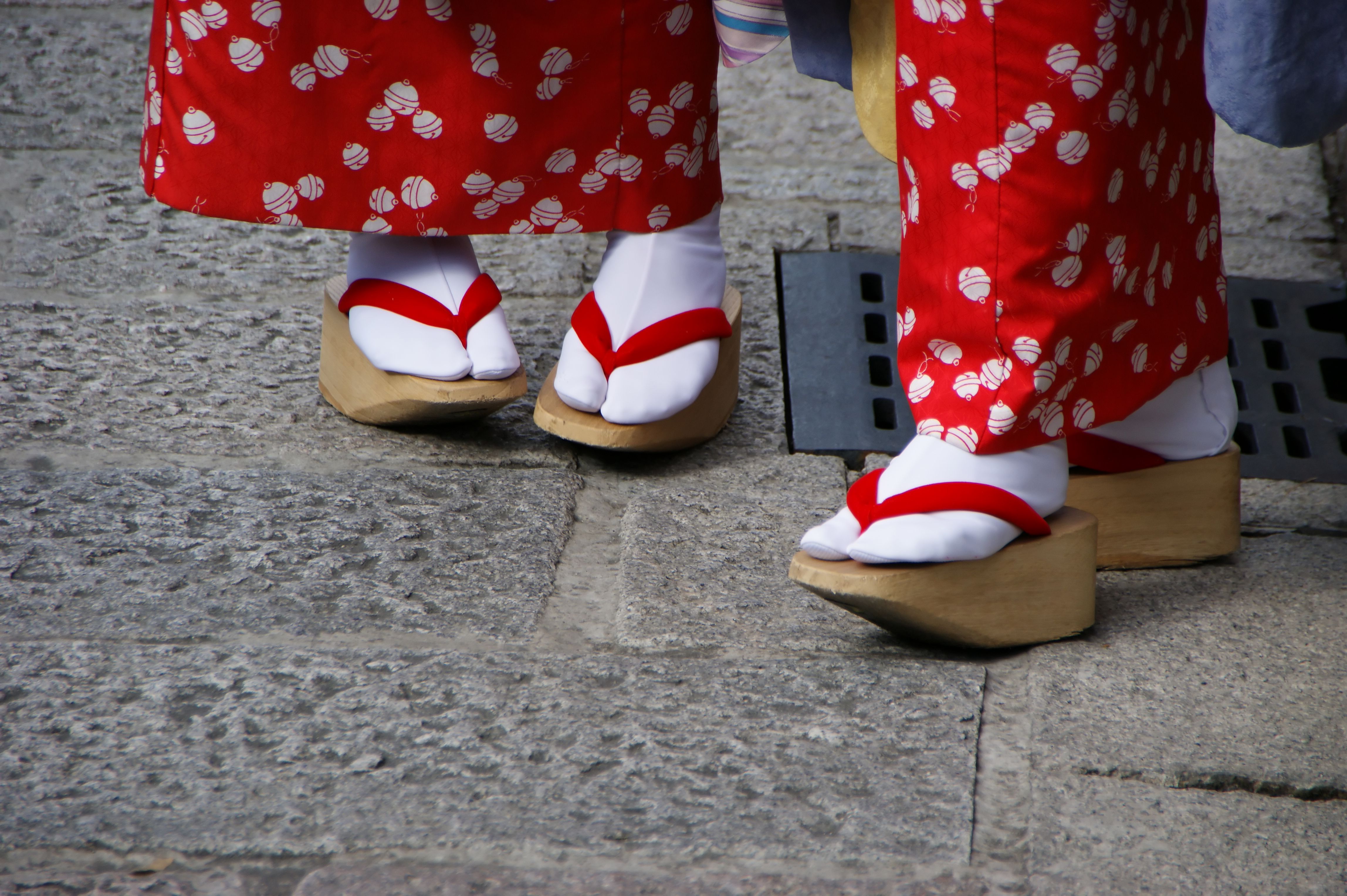
Okobo

Okobo (în japoneză おこぼ), denumite și pokkuri, bokkuri sau koppori geta de la sunetul făcut în timpul mersului, sunt sandale din lemn purtate de maiko (aspiranta la a fi gheișă) în timpul uceniciei lor. Okobo sunt foarte înalte și de obicei sunt făcute dintr-un bloc de lemn de salcie. De obicei, lemnul nu are nici un finisaj, nici un finisaj natural, dar în timpul lunilor de vară, maiko poartă okobo negru lăcuit. Acestea sunt ținute la picior prin curele simple în formă de fâșii în culori care reprezintă statutul respectivei maiko. Curelele roșii sunt purtate de noile maiko, în timp ce cele galbene sunt purtate de cele care sunt la finalul uceniciei. Okobo sunt purtate pentru a împiedica kimono-ul purtătorului să atingă solul.